# Elkhart (Iowa)
Pour les articles homonymes, voir Elkhart.
Elkhart est une ville du comté de Polk, en Iowa, aux États-Unis. Elle est fondée en 1853 et incorporée le 27 juillet 1904.

## Source de la traduction
- (en) Cet article est partiellement ou en totalité issu de l’article de Wikipédia en anglais intitulé « Elkhart, Iowa » (voir la liste des auteurs).